# John Wyclif
John Wycliffe, o Wyclif (Hipswell, 1330 circa – Lutterworth, 31 dicembre 1384), è stato un teologo britannico.
Tradusse la Bibbia in lingua inglese. Anticipò molte idee della Riforma protestante e fu dichiarato eretico.

## Biografia
Nasce nello Yorkshire da un casato di antico lignaggio che esercitava notevole influenza sul comprensorio di Wycliffe-on-Tees. Studia presso il Queen's College dell'Università di Oxford ottenendo il baccellierato e il magistero Magister artium in filosofia e baccellierato e dottorato in teologia; insegna al Balliol College ed è direttore del Canterbury College; deposto nel 1367 fa invano ricorso a Urbano V.
Nel 1370 iniziano i suoi dubbi sulla transustanziazione. Due anni dopo entra al servizio di Giovanni Plantageneto, I duca di Lancaster, figlio di Edoardo III, che lo protegge contro i procedimenti ecclesiastici. Ma entra in rottura con la corte per le sue idee sull'eucaristia, per le continue condanne e il suo atteggiamento ambiguo nella rivolta dei contadini del 1381. Nel 1382 produsse insieme ai suoi collaboratori la prima traduzione della Bibbia in inglese, che in seguito divenne nota come la Bibbia di Wycliffe. Lo stesso anno, l'arcivescovo di Canterbury, in un concilio detto "del terremoto" (per l'evento sismico che lo fece chiudere), condanna 10 proposizioni di Wyclif come ereticali e 14 come erronee. Wyclif è costretto così a ritirarsi nella sua parrocchia di Lutterworth, dove muore il 31 dicembre 1384.
Il 20 dicembre 1409, il papa dell'obbedienza pisana Alessandro V condannò come eretiche le sue dottrine, mentre il suo successore, Giovanni XXIII, ne fece bruciare gli scritti sulla scalinata della basilica di S. Pietro il 10 febbraio 1413, giorno d'apertura di un concilio da lui convocato. Infine, il Concilio di Costanza riconobbe John Wycliffe quale ispiratore delle tesi eretiche sostenute da Jan Hus, condannato al rogo dal medesimo concilio: non potendo essere colpito dalla stessa pena (essendo morto da quasi cinquant'anni), nel 1428 i suoi resti vennero riesumati, bruciati e dispersi nel fiume Swift, nei dintorni di Lutterworth. I seguaci di Wycliffe, detti Lollardi, furono perseguitati a causa della natura sovversiva delle loro idee. 
Il pontefice, ora "unico e vero", dopo il concilio di Costanza, Martino V, con la bolla Inter Cunctas del 22 febbraio 1418, a 31 anni di distanza dalla morte del pensatore inglese, condannò le tesi di Wyclif insieme ai Lollardi e agli Hussiti, simpatizzanti di Jan Hus, l'eretico  boemo morto due anni prima, a sua volta influenzato da Wycliffe in alcune tesi.

## Gli scritti
Nei suoi scritti e nel suo atteggiamento Wycliffe esprime la sua ostilità alla Chiesa istituzionale e arricchita. La prima opera di un certo contenuto è il De civili dominio (ca. 1376), di cui 18 proposizioni sono condannate nel 1377 da Gregorio XI, che richiede l'arresto del Wycliffe, protetto dalla regina madre.
Tra il 1378 e il 1379 pubblica una decina di opere che contengono il suo pensiero. Le opere successive ripetono tali contenuti raggiungendo posizioni estremiste e radicali. Tra le principali opere: De veritate scripturae, De Ecclesia, De officio Regis, De potestate papae, De Eucharistia, De apostasia.
Le condanne sono ripetute, da quella di Gregorio XI a quelle del Concilio di Costanza (1415). In Inghilterra è condannato nel 1381 per la dottrina eucaristica; nel 1382 dal Sinodo dei Domenicani (24 proposizioni); nel 1397 dall'arcivescovo di Arundel (18 proposizioni del Trialogus). Fuori dall'Inghilterra è condannato a Praga nel 1403, a Roma nel 1413.

## Il contesto storico
Il contesto storico è quello della Chiesa inglese. C'erano tensioni tra Avignone e la Corona inglese a causa del pesante fiscalismo, delle riserve e delle annate, per cui l'autorità e l'attività della Santa Sede non poteva essere esercitata nel migliore dei modi.
L'alto clero inglese era ricco, assenteista dal punto di vista pastorale, ignorante in teologia. Anche il clero medio era in massima parte assenteista. Le misure contro questa situazione trovarono notevoli ostacoli. Enorme poi era il numero dei chierici (1 chierico ogni 65 abitanti). Inoltre la Chiesa inglese era la più ricca della cristianità (quasi 1/3 del territorio regio era in mano alla Chiesa). Gli Ordini religiosi sono in crisi. Wycliffe non vede di buon occhio i monaci ricchi, potenti e influenti, e non stima neppure i mendicanti, che lui chiama "sette nuove".
Il popolo è sì devoto, ma solo esteriormente (pellegrinaggi, culto delle reliquie e delle indulgenze).

## Il pensiero

### Tendenza riformatrice

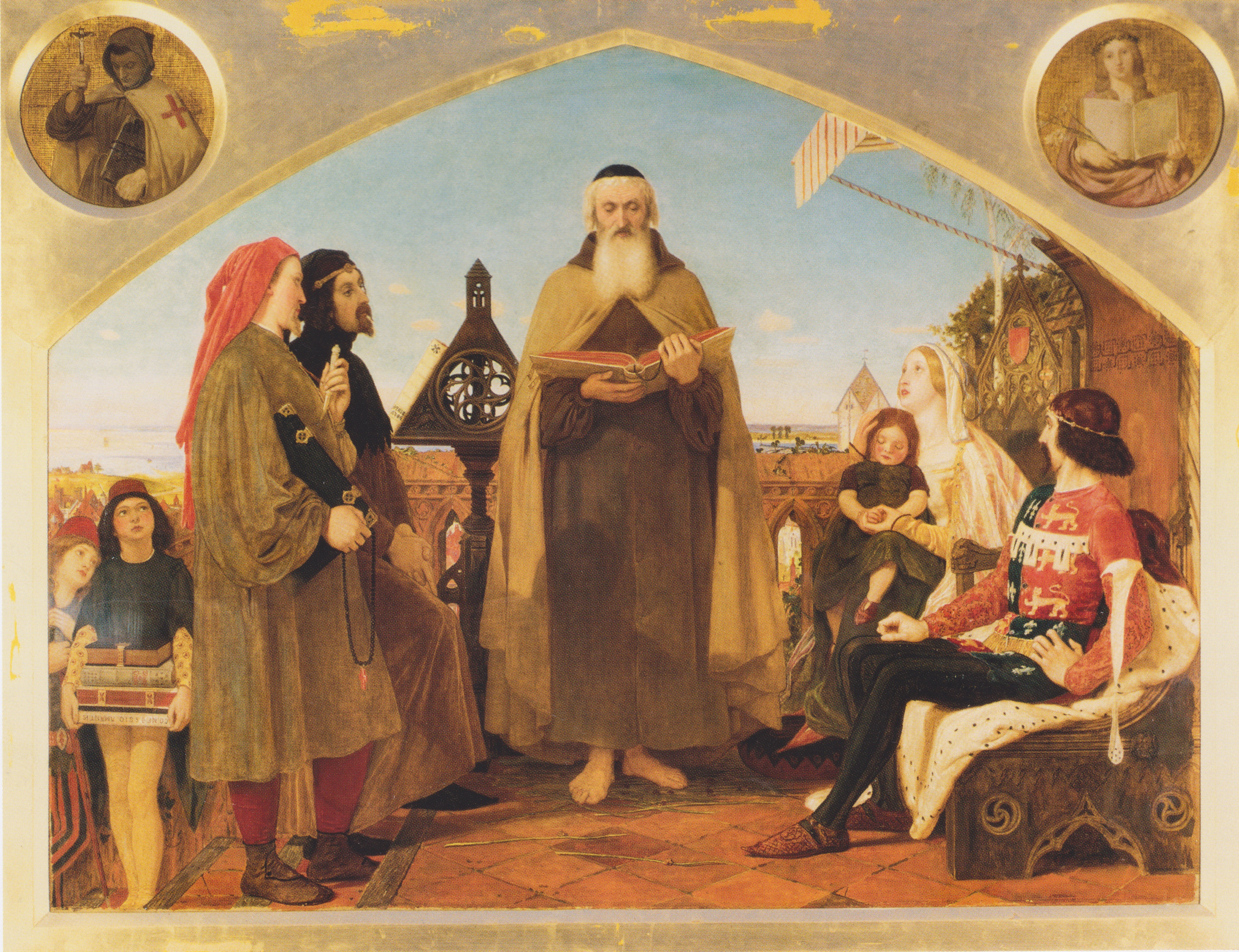
John Wyclif in un dipinto di Ford Madox Brown

Wycliffe era una sorta di proto-riformatore e tuttavia i suoi propositi non ebbero successo. Certo è che Wycliffe, nella sua critica alla Chiesa del tempo, allo sviluppo centralizzato del papato avignonese e alla situazione istituzionale della Chiesa con gli abusi connessi, aveva ben individuato il sistema da correggere e le deviazioni da eliminare. Difatti preconizza:
- la separazione del clero dallo Stato
- la correzione del sistema beneficiale
- la riforma del clero (attenzione all'aspetto pastorale).

L'ideale a cui ispirarsi è la Chiesa apostolica o comunque precostantiniana. Wycliffe prende anche come punto di riferimento un archetipo di Chiesa (eterna, immutabile, esistente in Dio) che non dipende dalla Chiesa esistente. Il risultato è che per Wycliffe la Chiesa (come anche la Bibbia) è una specie di idea platonica eterna. Da questo presupposto era dunque facile arrivare alla conclusione che la Chiesa del tempo non aveva valore, perché non corrispondeva all'archetipo immaginato. Wycliffe proponeva anche riforme concrete contro la decadente devozione e contro la decadente vita del clero, mettendo come punto di riferimento il Vangelo.
Per la gerarchia cattolica, il pensiero di Wycliffe appare inaccettabile poiché Wycliffe, relativizza la tradizione della Chiesa e il suo magistero. Secondo la dottrina cattolica ciò costituisce un atto di superbia, in quanto è solo la Chiesa ad essere lettrice dei testi sacri, mentre una lettura libera risulta fuorviante e fonte di opinioni del tutto personali, quando non di veri e propri errori, tacciabili di eresia.

### Ecclesiologia

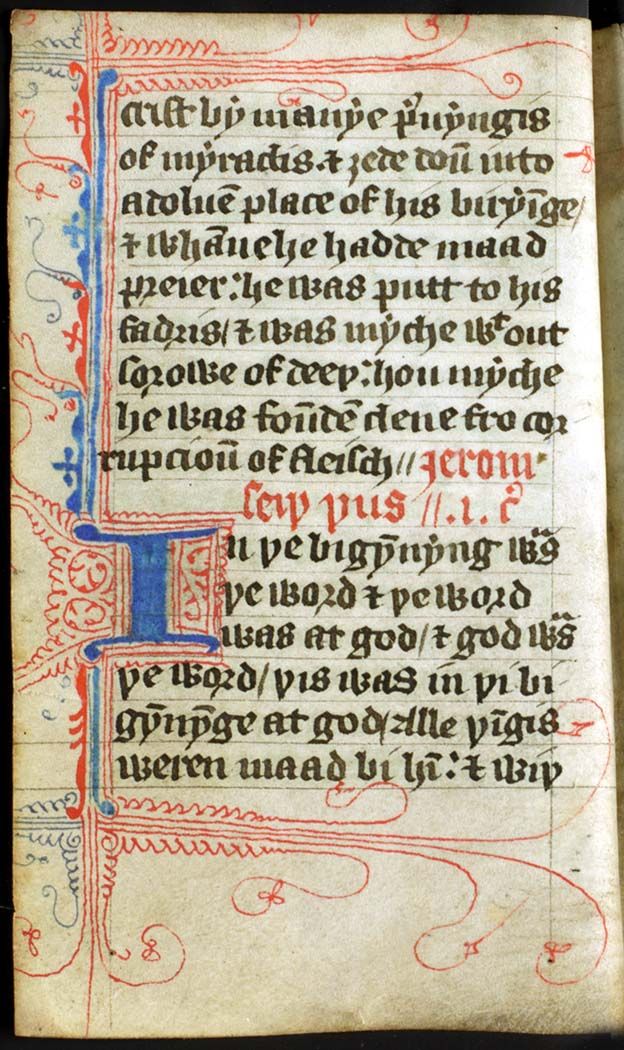
Il Vangelo tradotto da John Wyclif, copia della fine del XIV secolo, Folio 2v del Manoscritto Hunter 191 (T.8.21)

Nell'ecclesiologia Wycliffe mostra ciò che per allora, poteva essere considerato estremismo e rigidità di pensiero.
La Bibbia non è solo il fondamento della fede, ma anche l'unica vera e assoluta verità. È parola di Dio, vera in sé stessa, che è tutta la verità che si può conoscere (anche nella sua espressione letterale): essa perciò va presa così com'è. È il parametro di ogni conoscenza e di ogni condotta: da qui la conseguenza che solo ciò che è conforme alla Bibbia è vero.
Questo principio non equivale al Sola Scriptura di Lutero, perché Wycliffe ammette l'interpretazione dei Padri (soprattutto Agostino) e dei Dottori recenti (Anselmo, Ugo di San Vittore). Però per Wycliffe la Scrittura e la Tradizione vanno assunti individualmente, non attraverso la Chiesa e il suo magistero.
La vera chiesa, per Wycliffe, si basa sulla divisione agostiniana tra Città celeste e Città terrena che lui trasforma in una divisione reale e non simbolica come in Agostino: da una parte i salvati e dall'altra i dannati.
- La vera Chiesa è la universitas praedestinatorum, composta dagli eletti da Dio ab aeterno e gratuitamente: per cui non possono perdersi. Possono peccare mortalmente, ma hanno la grazia della predestinazione che non si può perdere e che li salverà. La vera Chiesa è là ove ci sono gli eletti. Egli distingue tre parti: la chiesa trionfante in cielo, la chiesa dormiente in purgatorio e la chiesa militante in terra. Infine Cristo è capo solo della Chiesa, non di tutti gli uomini.
- All'opposto ci sono i dannati, destinati alla dannazione anche se vivono periodi di grazia. Hanno come capo l'Anticristo e sono suddivisi in infedeli, eretici e non eletti.

Conseguenze:
- la vera Chiesa è quella degli eletti, la Chiesa invisibile (in quanto i predestinati non si possono conoscere, solo Dio lo sa)
- deprezzamento dei mezzi visibili di santificazione (ossia i sacramenti); Wycliffe non nega mai la loro necessità, ma ne diminuisce l'azione santificante in quanto è Dio che rimette direttamente i peccati all'eletto
- non conoscendo chi siano i predestinati e i dannati, ne deriva che anche papa e vescovi possono essere dannati e perciò non hanno alcun potere nella Chiesa e non si deve loro obbedienza (rifiuto assoluto della gerarchia visibile sul piano giurisdizionale); il rifiuto della gerarchia è motivato dal fatto che Cristo non ha concesso nessun potere agli apostoli, ma da loro ha richiesto solo povertà, umiltà e carità
- povertà e umiltà erano per Wycliffe i segni visibili necessari nella gerarchia, garanzia di autenticità cristiana; ricchezza e fasto invece sono segni dell'Anticristo (per questo rifiuta la Chiesa esistente nel suo tempo); la povertà è la suprema virtù cristiana (come i Francescani Spirituali), fondamento della carità.

### Il Papato
Le idee di Wyclif sul Papato sono fortemente condizionate dal Papato della sua epoca, quello della Cattività avignonese. Inoltre la negazione del Primato papale arriva solo negli scritti seguenti lo Scisma d'Occidente del 1378.
Dopo lo Scisma Wyclif cerca di dimostrare che non c'è la necessità di un papa nella Chiesa, che non esiste un primato romano e nemmeno un potere dei cardinali per eleggere il papa.
- Prova teologica. Ogni potere spirituale nella Chiesa deriva direttamente da Dio senza alcuna mediazione (il papa allora non può concederlo né esercitarlo e nemmeno revocarlo). Solo Dio può autorizzare l'esercizio del potere spirituale, può concedere la grazia, lo Spirito e il perdono: l'autorità del papa in ordine alla salvezza non è necessaria e non gli si deve obbedire quando riceve il potere dagli uomini. Inoltre la pretesa dei cardinali di eleggere il papa è vana, in quanto solo Dio elegge il predestinato.
- Prova esegetica. Nel testo di Matteo 16,18, la pietra non è riferita a Pietro ma a Cristo. Il primato poi è personale, concesso solo a Pietro e non trasmissibile.
- Prova storica. Nell'ottica della Pentarchia, il patriarca di Roma ha solo una giurisdizione limitata, non universale. La colpa è di Costantino che nella sua donazione ha voluto che il vescovo di Roma si chiamasse papa. Poi è assurdo che il papa rivendichi un primato solo perché Pietro è morto a Roma. Al limite il papa, se santo e caritatevole, può esercitare una funzione direttiva. Lo Scisma d'Occidente dimostra: 1. che il papato non è necessario ed è meglio il regime collegiale della chiesa primitiva; 2. che la Chiesa starebbe meglio senza papa e cardinali; 3. che con lo scisma Cristo ha spaccato la testa dell'Anticristo, mettendo una parte contro l'altra.

Non riconosciuta la validità della Chiesa visibile, della sua funzione mediatrice e del suo potere giurisdizionale, l'unico potere valido visibile rimasto era quello civile. Allo Stato (come Marsilio da Padova) Wyclif attribuisce poteri enormi anche in ambito ecclesiastico. E soprattutto il potere di riformare la Chiesa. Il re è il vero vicario di Cristo che deve essere da tutti ubbidito, anche se è peccatore e ingiusto: può sempre governare bene e comunque spetta a Dio deporlo. Secondo Wycliffe la Chiesa non può pretendere tributi dallo Stato, il quale anzi ha diritto di confiscare i beni ecclesiastici.

### L'eucaristia

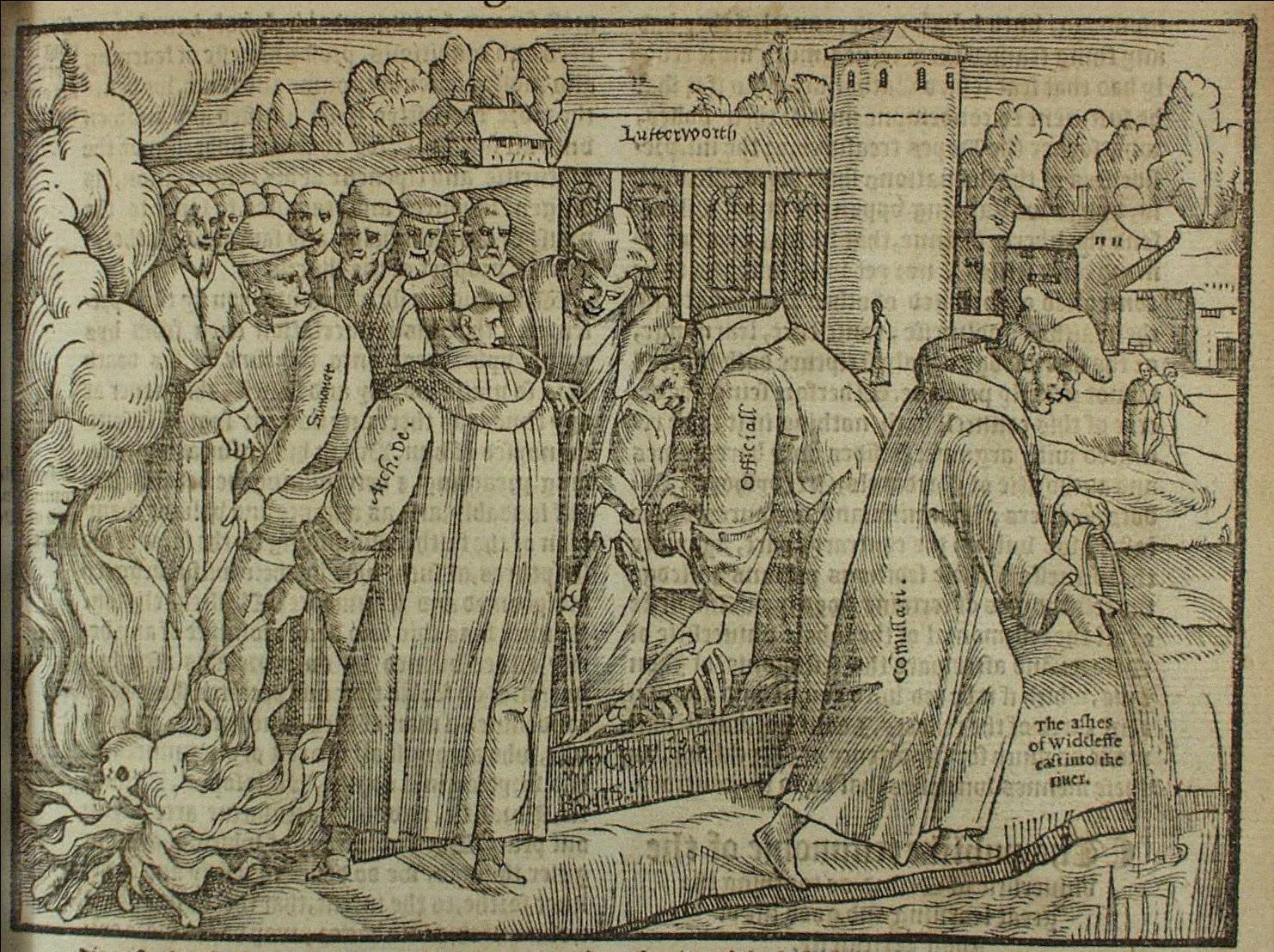
Cremazione dei resti di John Wyclif

Le tesi eucaristiche di Wycliffe costituirono il suo distacco definitivo dalla gerarchia e gli attacchi dei religiosi. Egli ammette la presenza reale di Cristo nel pane e nel vino consacrati. Ma questa presenza è solo spirituale: cioè Cristo è presente solo spiritualmente, coesiste con la sostanza del pane e del vino, che è indistruttibile in quanto realizzazione contingente dell'archetipo esistente eternamente in Dio; inoltre gli accidenti non possono sussistere senza la sostanza (per cui è negata la transustanziazione).